# Eurocopa de Basquetebol de 2024-25
A Eurocopa de Basquete de 2024-25, também conhecida por BKT Eurocup por motivos de patrocinadores, foi a 23ª  edição da competição continental de clubes de segundo nível organizada pela Euroleague Basketball. O atual campeão Paris Basketball, não defenderá seu título pois como detentor do título credenciou-se a disputar a Euroliga de 2024-25. A temporada atual marca também o retorno do Valencia BC, equipe quatro vezes campeão da Eurocopa (2002-03, 2009-10, 2013-14 e 2018-19) sendo o maior campeão da competição.
A partir da temporada 2023-24, a empresa multinacional indiana BKT Tires tornou-se o patrocinador principal da Eurocopa e assim substituiu a 7days como "Title sponsor"

## Equipes participantes
| Time                        | Cidade            | Arena                        | Capacidade |
| --------------------------- | ----------------- | ---------------------------- | ---------- |
| 7Bet-Lietkabelis Panevezys  | Panevėžys         | Kalnapilio Arena             | 5 600      |
| Aris Midea Thessaloniki     | Salonica          | Nick Galis Hall              | 5 138      |
| Bahçeşehir College Istanbul | Istambul          | Sinan Erdem Dome             | 16 000     |
| Beşiktaş Fibabanka Istanbul | Istambul          | Sinan Erdem Dome             | 16 000     |
| Budućnost VOLI Podgorica    | Podgoritza        | Centro Esportivo Morača      | 6 000      |
| Cedevita Olimpija Ljubljana | Liubliana         | Arena Stožice                | 12 480     |
| Cosea JB Bourg-en-Bresse    | Bourg-en-Bresse   | Ekinox                       | 3 548      |
| Dolomiti Energia Trento     | Trento            | il T Quotidiano Arena        | 4 360      |
| Dreamland Gran Canaria      | Las Palmas        | Gran Canaria Arena           | 9 870      |
| Hapoel Bank Yahav Jerusalem | Jerusalém         | Pais Arena                   | 11 000     |
| Hapoel Bank Yahav Jerusalem | Samokov, Bulgária | Arena Samokov                | 2 000      |
| Hapoel Shlomo Tel Aviv      | Samokov, Bulgária | Arena Samokov                | 2 000      |
| Hapoel Shlomo Tel Aviv      | Tel Aviv          | Shlomo Group Arena           | 3 500      |
| Joventut Badalona           | Badalona          | Palau Olímpic de Badalona    | 12 760     |
| ratiopharm Ulm              | Ulm               | ratiopharm Arena             | 6 200      |
| Trefl Sopot                 | Sopot             | Ergo Arena                   | 11 400     |
| Türk Telekom Ankara         | Ancara            | Ankara Arena                 | 10 600     |
| U-BT Cluj-Napoca            | Cluj-Napoca       | BTarena                      | 10 000     |
| Umana Reyer Venice          | Veneza            | Palasport Giuseppe Taliercio | 3 509      |
| Valencia Basket             | Valência          | Fonte de São Luis            | 9 000      |
| Veolia Towers Hamburg       | Hamburgo          | Inselpark                    | 3 000      |
| Wolves Twinsbet Vilnius     | Vilnius           | Twinsbet Arena               | 10 000     |

fonte:euroleaguebasketball/eurocup/teams

### Equipes por país
| País       | Equipe                                                                            |
| ---------- | --------------------------------------------------------------------------------- |
| Alemanha   | - ratiopharm Ulm - Veolia Towers Hamburg                                          |
| Eslovênia  | - Cedevita Olimpija Ljubljana                                                     |
| Espanha    | - Dreamland Gran Canaria - Joventut Badalona - Valencia Basket                    |
| França     | - Cosea JB Bourg-en-Bresse                                                        |
| Grécia     | - Aris Midea Thessaloniki                                                         |
| Israel     | - Hapoel Shlomo Tel Aviv - Hapoel Bank Yahav Jerusalem                            |
| Itália     | - Dolomiti Energia Trento - Umana Reyer Venice                                    |
| Lituânia   | - 7Bet-Lietkabelis Panevezys - Wolves Twinsbet Vilnius                            |
| Montenegro | - Budućnost VOLI Podgorica                                                        |
| Polónia    | - Trefl Sopot                                                                     |
| Roménia    | - U-BT Cluj-Napoca                                                                |
| Turquia    | - Bahçeşehir College Istanbul - Beşiktaş Fibabanka Istanbul - Türk Telekom Ankara |

## Formato de competição
No início da competição as equipes vinte equipes participantes são divididas em dois grupos com dez clubes cada, onde são jogadas partidas de ida e volta no formato Round-robin. As seis melhores passam para a fase eliminatória, onde disputam oitavas de finais (entre 3ºs x 6ºs e 4ºs x 5ºs colocados dos grupos A e B), quartas de finais (vencedores das oitavas de finais contra 1ºs e 2ºs colocados de ambos os grupos. Ambas fases são concluídas em jogo único com mando de campo para a equipe com melhor campanha. A partir das semifinais os vencedores são decididos em melhor de três jogos.

## Temporada regular

### Classificação
Grupo A
| Pos | Clube                       | J  | V  | D  | P+   | P-   | SP   | Classificação                  |
| --- | --------------------------- | -- | -- | -- | ---- | ---- | ---- | ------------------------------ |
| 1   | Bahçeşehir College Istanbul | 18 | 14 | 4  | 1463 | 1334 | +129 | Classificados para os Playoffs |
| 2   | Hapoel Shlomo Tel Aviv      | 18 | 12 | 6  | 1583 | 1424 | +159 | Classificados para os Playoffs |
| 3   | Dreamland Gran Canaria      | 18 | 12 | 6  | 1409 | 1351 | +58  | Classificados para os Playoffs |
| 4   | Wolves Twinsbet Vilnius     | 18 | 10 | 8  | 1501 | 1523 | -22  | Classificados para os Playoffs |
| 5   | Beşiktaş Fibabanka Istanbul | 18 | 10 | 8  | 1526 | 1504 | +22  | Classificados para os Playoffs |
| 6   | Budućnost VOLI Podgorica    | 18 | 9  | 9  | 1520 | 1498 | +22  | Classificados para os Playoffs |
| 7   | ratiopharm Ulm              | 18 | 9  | 9  | 1543 | 1563 | -20  |                                |
| 8   | Joventut Badalona           | 18 | 7  | 11 | 1422 | 1505 | -83  |                                |
| 9   | Dolomiti Energia Trento     | 18 | 6  | 12 | 1413 | 1510 | -97  |                                |
| 10  | Trefl Sopot                 | 18 | 1  | 17 | 1354 | 1522 | -168 |                                |

Atualizado com resultados da rodada 6 disputada 4 e 5 de novembro. Fonte: euroleaguebasketball.net/eurocup/standings
Partidas
| C/V | BAH   | BES     | BUD   | DOL     | DRE   | HTA     | JOV    | RAT     | TRE   | WOL    |
| --- | ----- | ------- | ----- | ------- | ----- | ------- | ------ | ------- | ----- | ------ |
| BAH |       | 87-66   | 95-93 | 110-70  | 73-65 | 90-82   | 89-78  | 85-81   | 79-67 | 84-74  |
| BES | 89-82 |         | 94-76 | 79-75   | 74-76 | 87-101  | 82-76  | 107-74  | 87-72 | 79-77  |
| BUD | 75-92 | 88-90   |       | 110-108 | 86-89 | 84-83   | 107-75 | 105-100 | 92-83 | 104-77 |
| DOL | 69-73 | 68-83   | 64-85 |         | 70-81 | 79-73   | 87-85  | 86-71   | 84-78 | 70-96  |
| DRE | 66-63 | 90-81   | 82-71 | 84-81   |       | 64-87   | 77-83  | 125-78  | 84-58 | 66-68  |
| HTA | 84-77 | 109-101 | 88-91 | 89-68   | 79-66 |         | 95-70  | 80-82   | 91-72 | 89-84  |
| JOV | 69-56 | 93-70   | 78-72 | 86-100  | 76-78 | 78-75   |        | 88-102  | 92-89 | 63-86  |
| RAT | 72-80 | 104-87  | 82-85 | 84-82   | 76-83 | 90-97   | 87-83  |         | 83-69 | 114-91 |
| TRE | 76-81 | 79-100  | 69-81 | 70-82   | 73-76 | 64-93   | 73-78  | 93-96   |       | 92-99  |
| WOL | 69-80 | 93-78   | 91-82 | 88-83   | 88-76 | 104-100 | 91-80  | 76-94   | 74-97 |        |

fonte:euroleague.net/eurocup/game-center/
Grupo B
| Pos | Clube                       | J  | V  | D  | P+   | P-   | SP   | Classificação                  |
| --- | --------------------------- | -- | -- | -- | ---- | ---- | ---- | ------------------------------ |
| 1   | Valencia Basket             | 18 | 16 | 2  | 1726 | 1460 | +266 | Classificados para os Playoffs |
| 2   | Hapoel Bank Yahav Jerusalem | 18 | 11 | 7  | 1512 | 1398 | +114 | Classificados para os Playoffs |
| 3   | Türk Telekom Ankara         | 18 | 10 | 8  | 1437 | 1470 | -33  | Classificados para os Playoffs |
| 4   | Cedevita Olimpija Ljubljana | 18 | 10 | 8  | 1476 | 1471 | +5   | Classificados para os Playoffs |
| 5   | U-BT Cluj-Napoca            | 18 | 10 | 8  | 1602 | 1566 | +36  | Classificados para os Playoffs |
| 6   | Umana Reyer Venice          | 18 | 10 | 8  | 1465 | 1484 | -19  | Classificados para os Playoffs |
| 7   | Cosea JB Bourg-en-Bresse    | 18 | 9  | 9  | 1560 | 1497 | +63  |                                |
| 8   | Veolia Towers Hamburg       | 18 | 6  | 12 | 1400 | 1562 | -162 |                                |
| 9   | 7Bet-Lietkabelis Panevezys  | 18 | 5  | 13 | 1470 | 1560 | -90  |                                |
| 10  | Aris Midea Thessaloniki     | 18 | 3  | 15 | 1341 | 1521 | -180 |                                |

Atualizado com resultados da rodada 6 disputada 4 e 5 de novembro. Fonte: euroleaguebasketball.net/eurocup/standings
Partidas
| C/V  | ARIS   | CEDE   | CLUJ   | COSE   | HAMB   | HAPJ  | LIET    | UMAN   | TÜR    | VAL    |
| ---- | ------ | ------ | ------ | ------ | ------ | ----- | ------- | ------ | ------ | ------ |
| ARIS |        | 75-82  | 74-89  | 51-92  | 88-90  | 68-78 | 81-66   | 74-81  | 63-68  | 59-63  |
| CEDE | 98-79  |        | 103-96 | 83-90  | 95-68  | 83-94 | 76-72   | 87-82  | 74-80  | 66-72  |
| CLUJ | 87-79  | 86-93  |        | 89-86  | 104-83 | 79-91 | 100-93  | 86-78  | 94-81  | 96-105 |
| COSE | 88-91  | 87-82  | 84-73  |        | 93-82  | 67-94 | 79-66   | 99-102 | 67-63  | 96-107 |
| HAMB | 93-69  | 80-62  | 67-103 | 80-100 |        | 82-80 | 84-77   | 77-90  | 89-77  | 78-86  |
| HAPJ | 90-85  | 70-74  | 73-81  | 86-77  | 89-74  |       | 87-93   | 94-66  | 76-66  | 64-80  |
| LIET | 74-92  | 78-88  | 92-91  | 84-80  | 91-68  | 74-94 |         | 93-100 | 93-98  | 91-96  |
| UMAN | 95-75  | 75-80  | 77-88  | 66-88  | 80-68  | 76-75 | 91-77   |        | 75-67  | 81-74  |
| TÜR  | 87-77  | 78-70  | 99-80  | 98-89  | 77-65  | 77-94 | 72-66   | 84-81  |        | 87-101 |
| VAL  | 106-65 | 109-80 | 108-80 | 100-98 | 105-78 | 96-83 | 106-107 | 105-83 | 116-78 |        |

fonte:euroleague.net/eurocup/game-center/

## Playoffs

### Oitavas de finais
3 de março de 2025
| Time 1                  | Placar   | Time 2           |
| ----------------------- | -------- | ---------------- |
| Wolves Twinsbet Vilnius | 99 - 100 | U-BT Cluj-Napoca |

4 de março de 2025
| Time 1                      | Placar  | Time 2                      |
| --------------------------- | ------- | --------------------------- |
| Türk Telekom Ankara         | 93 - 73 | Budućnost VOLI Podgorica    |
| Cedevita Olimpija Ljubljana | 96 - 86 | Beşiktaş Fibabanka Istanbul |
| Dreamland Gran Canaria      | 84 - 80 | Umana Reyer Venice          |

### Quartas de finais
10 de março de 2025
| Time 1                      | Placar  | Time 2                      |
| --------------------------- | ------- | --------------------------- |
| Bahçeşehir College Istanbul | 85 - 81 | Cedevita Olimpija Ljubljana |
| Hapoel Bank Yahav Jerusalem | 89 - 92 | Dreamland Gran Canaria      |

11 de março de 2025
| Time 1                 | Placar  | Time 2              |
| ---------------------- | ------- | ------------------- |
| Hapoel Shlomo Tel Aviv | 67 - 61 | Türk Telekom Ankara |
| Valencia Basket        | 98 - 74 | U-BT Cluj-Napoca    |

### Semifinais
| Time 1                      | Série | Time 2                 | 1º Jogo | 2º Jogo | 3º Jogo |
| --------------------------- | ----- | ---------------------- | ------- | ------- | ------- |
| Bahçeşehir College Istanbul | 1 - 2 | Dreamland Gran Canaria | 74 - 66 | 68 - 69 | 72 - 76 |
| Valencia Basket             | 1 - 2 | Hapoel Shlomo Tel Aviv | 91 - 82 | 91 - 96 | 92 - 94 |

### Final
| Time 1                 | Série | Time 2                 | 1º Jogo | 2º Jogo  | 3º Jogo |
| ---------------------- | ----- | ---------------------- | ------- | -------- | ------- |
| Hapoel Shlomo Tel Aviv | 2 - 0 | Dreamland Gran Canaria | 74 - 65 | 103 - 94 |         |

### Premiação
| BKT EuroCup 2024-25                |
| ---------------------------------- |
| Hapoel Shlomo Tel Aviv 11 º título |

## Premiações individuais

### MVP por rodada
| R  | Jogador              | Clube                       | Val. | Ref.   |
| -- | -------------------- | --------------------------- | ---- | ------ |
| 1  | Ante Tomić           | Joventut Badalona           | 32   | [ 27 ] |
| 2  | Jared Harper         | Hapoel Bank Yahav Jerusalem | 27   | [ 28 ] |
| 3  | Johnathan Motley     | Hapoel Shlomo Tel Aviv      | 34   | [ 29 ] |
| 4  | Anthony Cowan Jr     | Wolves Twinsbet Vilnius     | 33   | [ 30 ] |
| 5  | Marko Pecarski       | 7Bet-Lietkabelis Panevezys  | 34   | [ 31 ] |
| 5  | Axel Bouteille       | Bahçeşehir College Istanbul | 34   | [ 31 ] |
| 6  | Jared Harper(2)      | Hapoel Bank Yahav Jerusalem | 43   | [ 32 ] |
| 7  | Anthony Brown        | Türk Telekom Ankara         | 45   | [ 33 ] |
| 8  | Zavier Simpson       | U-BT Cluj-Napoca            | 34   | [ 34 ] |
| 9  | Jared Harper (3)     | Hapoel Bank Yahav Jerusalem | 38   | [ 35 ] |
| 10 | Braian Angola        | Türk Telekom Ankara         | 34   | [ 36 ] |
| 11 | Anthony Cowan Jr (2) | Wolves Twinsbet Vilnius     | 37   | [ 37 ] |
| 12 | Kenan Kamenjas       | Budućnost VOLI Podgorica    | 34   | [ 38 ] |
| 13 | Jared Harper (4)     | Hapoel Bank Yahav Jerusalem | 38   | [ 39 ] |
| 14 | Jaleen Smith         | Bahçeşehir College Istanbul | 32   | [ 40 ] |
| 15 | Jaleen Smith (2)     | Bahçeşehir College Istanbul | 39   | [ 41 ] |
| 16 |                      |                             |      |        |
| 17 | Jared Harper (5)     | Hapoel Bank Yahav Jerusalem | 36   | [ 42 ] |
| 18 | Tyler Ennis          | Umana Reyer Venice          | 33   | [ 43 ] |

### MVP por rodada - Playoffs
| R  | Jogador          | Clube                       | Val. | Ref.   |
| -- | ---------------- | --------------------------- | ---- | ------ |
| OF | Devin Robinson   | Cedevita Olimpija Ljubljana | 30   | [ 44 ] |
| QF | Marko Simonović  | Bahçeşehir College Istanbul | 27   | [ 45 ] |
| SF | Yam Madar        | Hapoel Shlomo Tel Aviv      | 20.7 | [ 46 ] |
| F  | Johnathan Motley | Hapoel Shlomo Tel Aviv      | 23.5 | [ 47 ] |